# Geschichte Mauretaniens
Die Geschichte Mauretaniens umfasst die Entwicklungen auf dem Gebiet der Islamischen Republik Mauretanien von der Urgeschichte bis zur Gegenwart. Die Islamische Republik Mauretanien ist eine ehemalige französische Kolonie in Westafrika, am Atlantik gelegen. Sie grenzt an die Staaten Algerien, Mali und Senegal sowie an das Territorium der Westsahara (Demokratische Arabische Republik Sahara). Mauretanien liegt am Westrand der Sahara und wird von ursprünglich nomadisch lebenden Mauren, einem Mischvolk aus Arabern, Berbern und assimilierten schwarzen Westafrikanern, bewohnt.
Die zeitgenössischen Beobachter Mauretaniens haben das Land oft als Brücke zwischen Nord- und Westafrika beschrieben. In der Tat haben auch verschiedene Gruppen in Mauretanien starke kulturelle und wirtschaftliche Verbindungen mit ihren Nachbarn in den beiden Regionen (Maghreb und CEDEAO – Communauté Économique des États de l'Afrique de l'Ouest) aufrechterhalten, mit denen sie die meiste Zeit über in direktem Kontakt standen.
Obwohl das Land als geographische Transportbrücke für den Gold-, Salz- und Sklavenhandel zwischen den nördlichen und südlichen Grenzen der Sahara diente, markierte es ebenfalls die kulturelle Grenze zwischen den sesshaften Landwirten des subsaharischen Afrika und den arabisch-berberischen Nomaden des Maghrebs.
Durch die gesamte Geschichte Mauretaniens war die Wechselbeziehung zwischen den beiden Kulturen voller politischer und sozialer Konflikte, was die mauretanische Politik in der Vergangenheit immer wieder beeinträchtigte. Der Islam, zu dem sich die Gesamtheit der Bevölkerung bekennt, stellt eine Verbindung zwischen den verschiedenen Bevölkerungsteilen dar.

## Die Urbevölkerung

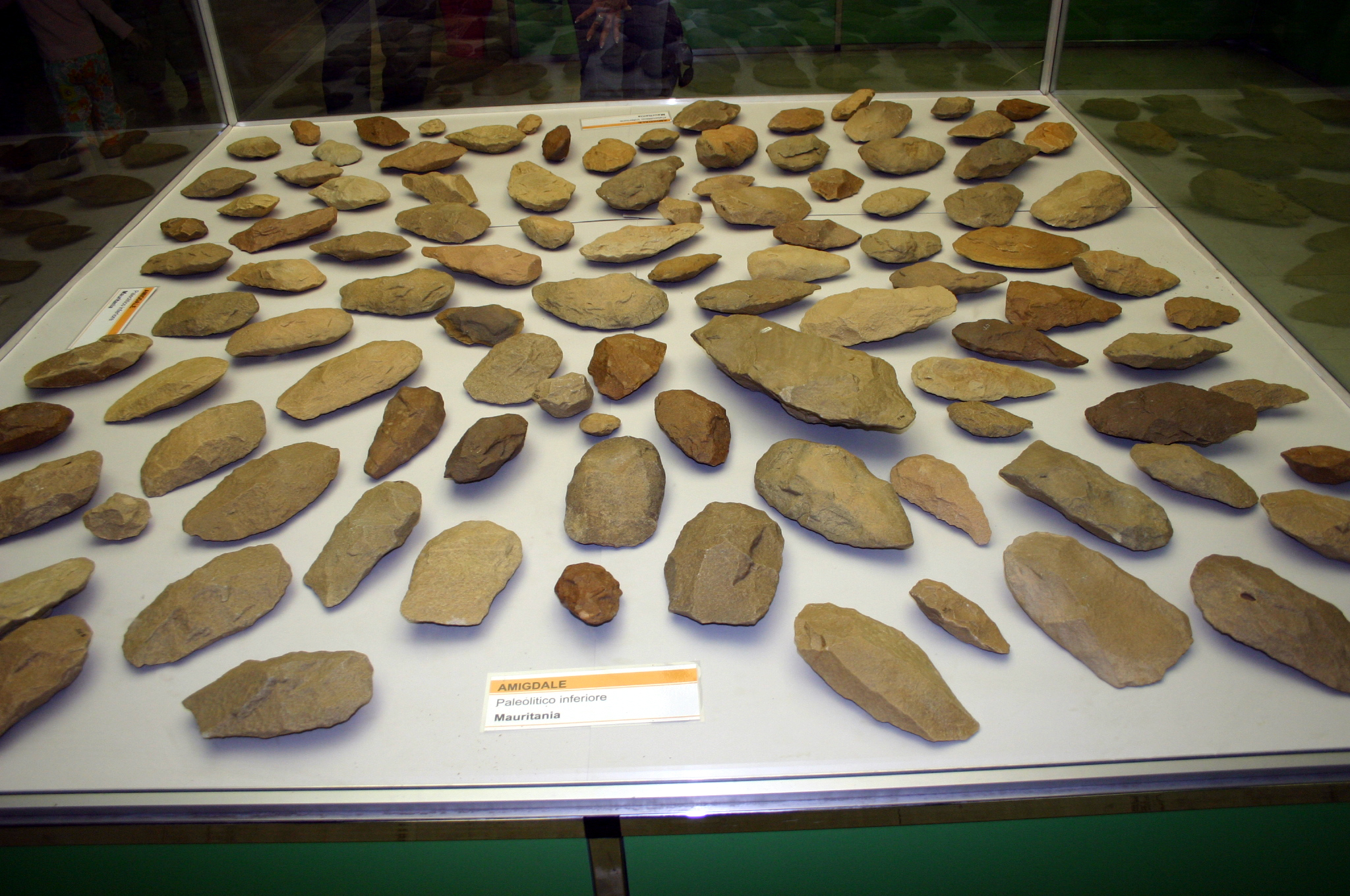
Altpaläolithische Steinwerkzeuge, die sich heute im Naturgeschichtlichen Museum von Mailand befinden

Die Sahara war nicht immer eine Wüste. Es haben sich im Laufe der Zeit Trockenheits- und Feuchtigkeitsperioden abgewechselt. So wurden im Massif des Richât östlich von Ouadane einige Oldowan-Fundstätten beschrieben. Sie lagen am Ufer von Paläoseen, wie El Beyedh oder Guelb Er Richât. Die wichtigsten Fundstätten sind Wadi Akerdeil und Aftassa-Amzeili südöstlich von Zouerate.

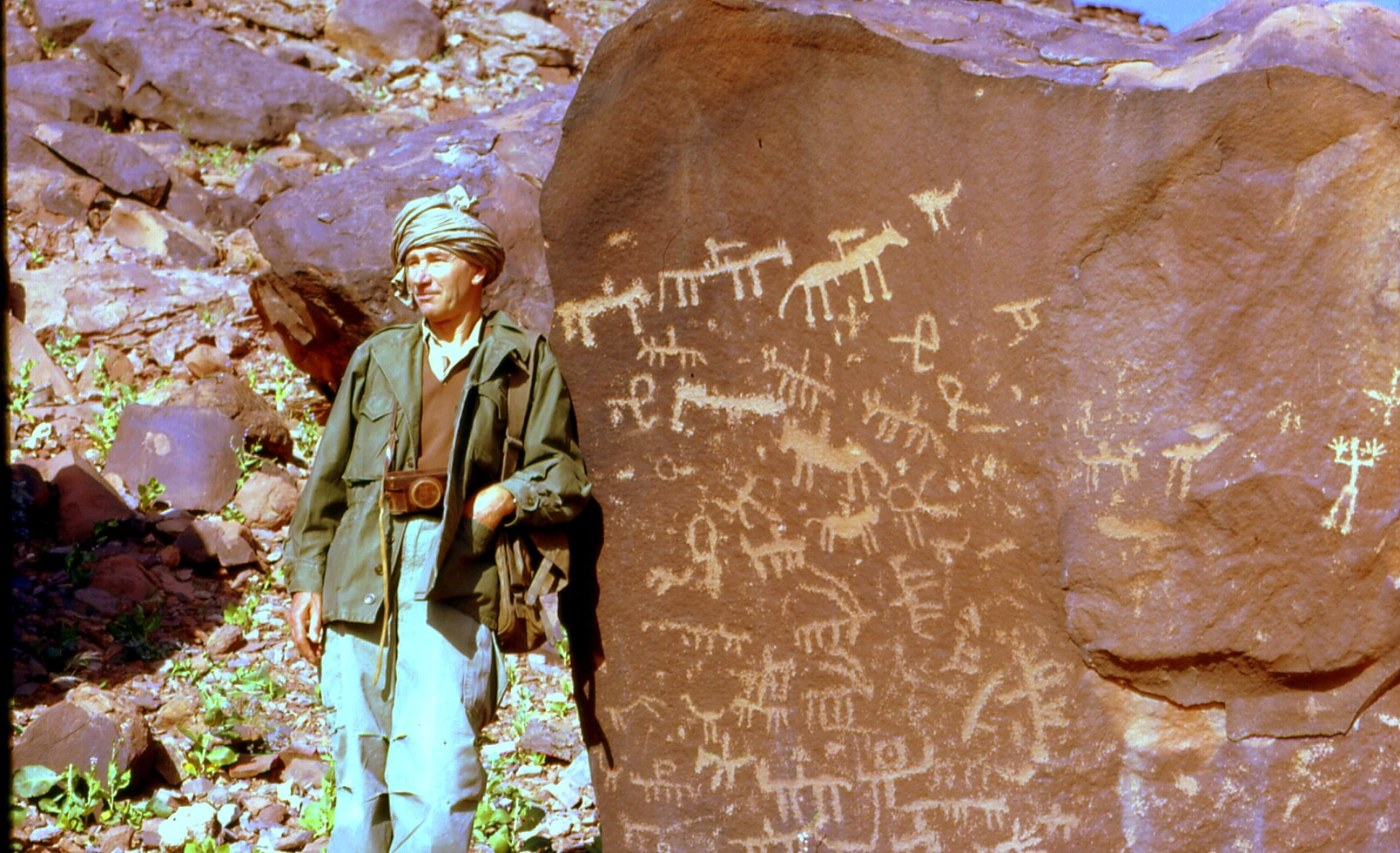
Henri Lhote neben mauretanischen Petroglyphen, 1967

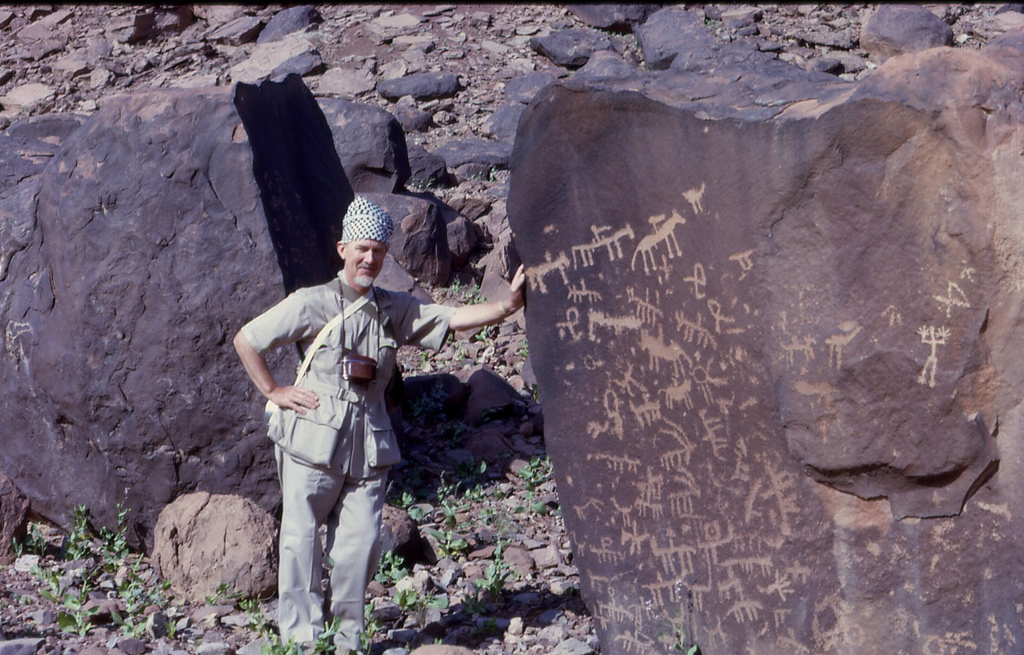
John Desmond Clark an derselben Stelle, 1967

Eine Bevölkerung von Fischern, Jägern und Bauern stellten die Bafur dar, deren Nachkommen die Küstenfischer von Imraguen sein könnten. Die Tallandwirte, die die schwarzen Urahnen der Tukulörs und der Wolof sind, haben neben den Bafur gelebt. Klimaänderungen und vielleicht bloßgelegte Weiden trugen zu einem progressiven Trocknen der Sahara und dadurch zur Wanderung Richtung Süden bei. Für die Zeit zwischen 2500 bzw. 2200 und 1500 v. Chr. lässt sich ein zunehmender Sandeintrag nachweisen.
Trotz der ungünstigen Klimaentwicklung müssten die ersten Migrationswellen in die Westsahara aus dem Norden noch im Laufe des 1. Jahrtausends v. Chr. stattgefunden haben. Die neuen Migranten waren nomadische Berber. Man weiß noch nicht genau, welche Gründe sie dorthin trieben: vielleicht, um Feinden zu entkommen oder einfach um neue Weiden zu suchen. Gesichert ist, dass sie Pferde zum Reiten nutzten und das Schmieden von Eisen kannten, was ihnen einen deutlichen Vorteil gegenüber den letzten Vertretern der neolithischen Bevölkerung verschaffte.
Allerdings wären sie wahrscheinlich nicht in der Sahara geblieben, die in dieser Zeit allmählich zur Sandwüste wurde, wenn sie nicht das Glück gehabt hätten, das einzige Tier zu finden, das im Stande war, das Überleben des Menschen in dieser Klimazone zu gewährleisten: das Kamel, das aus dem Osten kommend um das 1. Jahrhundert v. Chr. in Mauretanien ankam. Die Einführung des Kamels gab den Berbern die Möglichkeit kriegerischer Aktivitäten und des Handels. Diese erste Welle der Aggressoren hat die Bafour besiegt und diejenigen, die sich nicht nach Süden retten konnten, zu Untertanen erklärt.

## Sanhadscha-Bund (3. bis 10. Jahrhundert)

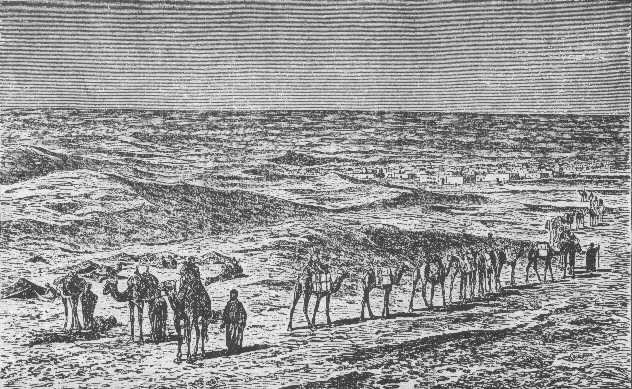
Karawane

Der Charakter der heutigen Bevölkerung spiegelt die Wellen der Einwanderungen aus dem Norden Richtung Mauretanien wider, die im 3. Jahrhundert n. Chr. begannen, als die ersten Berber einzogen (erste Einwanderungswelle). Die einheimischen Völker wurden nach weiteren berberischen Einwanderungswellen im 7. und 8. Jahrhundert, der Zeit der Ankunft des Islam in Nordafrika, besiegt und wurden entweder unterworfen oder sind in Richtung Süden weiter gezogen oder geflüchtet.
Die Stämme, die zu dieser Zeit am Gurt der Westsahara lebten, stammen von den zwei berberischen Hauptvölkern aus Nordwestafrika ab: Zanata und Sanhadscha. Die Ersteren, ursprünglich Nomaden, hatten sich etwa im 9. Jahrhundert als Herren der Oasen und der Handelszentren der Nordteile der Wüste etabliert. Im Süden mitten in der Wüste waren die nomadischen Hauptstämme angesiedelt, die Kamelzucht trieben, Sanhadscha.
Eine der im 8. Jahrhundert in Mauretanien angekommenen sanhadschischen Gruppen waren die Lamtuna. Im 9. Jahrhundert hatten die Lamtuna die politische Dominanz in den Regionen Adrar und Hodh El Gharbi an sich gerissen. Mit zwei anderen wichtigen sanhadschischen Stämmen, den Masufa und den Dschodala, gründeten sie den Bund von Sanhādscha, um die Kontrolle über die Handelswege der Sahara zu gewinnen. Aus ihrer Hauptstadt Aoudaghoust aus kontrollierten die Lamtuna diesen losen Bund und die westlichen Wüstenrouten des Karawanenhandels, der nach der Einführung des Kamels in diesen Regionen gerade aufzublühen begann. Zu seinem Höhepunkt zwischen dem 9. und 10. Jahrhundert betrieb der Bund von Sanhadscha eine dezentralisierte Politik, basierend auf zwei verschiedenen Gruppen:
- den städtischen muslimischen Händlern, die Karawanenhandel betrieben und
- den sehr unabhängigen Nomaden, die ihre traditionellen Religionen weiterhin bewahrten.

Der von den Sanhadscha-Händlern betriebene Karawanenhandel verband die Handelsstadt Sidschilmasa im nördlich gelegenen Maghreb und Koumbi Saleh, Hauptstadt des Reichs von Ghana, im Süden. Später endete die Handelsstrecke im Süden bei Timbuktu, der Hauptstadt des Mali-Reiches. Gold, Elfenbein und Sklaven wurden nach Norden transportiert und gegen Salz (die alten Salzminen in der Nähe von Kediet Ijill im Norden Mauretaniens werden heute noch betrieben), Kupfer, Kleiderstoff und andere Luxuswaren ausgetauscht.
Entlang der Handelsstrecken entstanden wichtige Städte. Die einfachste, aber nicht die kürzeste Strecke zwischen Ghana und Sidschilmasa führte von Koumbi Saleh über Aoudaghoust, Oualata, Tichitt und Ouadane. Diese Städte entlang der Strecke wurden zu wichtigen Handels- und Machtzentren. Der arabische Chronist al-Bakri beschrieb Aoudaghoust im 11. Jahrhundert als große Stadt mit einer Bevölkerung von 5000 bis 6000 Menschen, einer großen und vielen kleineren Moscheen sowie großen, künstlich bewässerten Feldern in der Umgebung.

## Almoraviden und westafrikanische Reiche (11. bis 14. Jahrhundert)
Im 11. Jahrhundert und nach der Auflösung des Sanhadscha-Bundes begann für das Land eine Periode der Unruhe. Verschiedene Berbergruppen des früheren Sanhadscha-Bundes bekriegten sich untereinander. Eine kleine Gruppe von Sanhadscha, die Almoraviden, gründeten ein religiöses Zentrum, von dem aus sie islamische Reformlehren predigten und ein islamisches Reich errichteten. Im Jahre 1090 reichte die Herrschaft der Almoraviden von Spanien bis in den Senegal. Nach weniger als vierzig Jahren kam die Expansion der Almoraviden jedoch zum Stillstand, bedingt durch die Schwierigkeiten, die sich aus der Verwaltung des mittlerweile stark angewachsenen Reiches ergaben. Gleichzeitig hatten sich ihre Feinde im Norden und im Süden weiterentwickelt.
Die westafrikanischen Königreiche Ghana, Mali und Songhai dehnten im Laufe der sechs folgenden Jahrhunderte ihre Territorien aus und übernahmen die berberischen Festungen. Dieser Prozess wird heute als zweite Einwanderungswelle bezeichnet.

## Arabische Invasion (14. bis 18. Jahrhundert)
Eine dritte Einwanderungswelle, dieses Mal von Norden her, stellte die arabische Immigration verschiedener Gruppen aus dem Jemen dar, die Berber und Afrikaner gleichermaßen Richtung Süden verdrängten. Gegen Ende des 16. Jahrhunderts kontrollierte eine dieser arabischen Gruppen, die Banī Hassān, das gesamte Territorium des heutigen Mauretaniens.
Die heutige Sozialstruktur Mauretaniens ist auf die Situation im ausgehenden 17. Jahrhundert zurückzuführen, als die Banī Hassān die religiösen arabisch-berberischen Gruppen, die Zwāya, besiegten, die die Araber mit militärischen Mitteln vertreiben wollten (Char-Bouba-Krieg). Die kriegerischen arabischen Gruppen behaupteten ihre Herrschaft über die Berber, die sich zum größten Teil der Ulama zuwandten und sich den Arabern unterordneten. Ganz unten in der sozialen Hierarchie standen die schwarzen Sklaven. Alle drei Gruppen sprachen Hassānīja, einen arabischen Dialekt, und bildeten die sogenannten Mauren. In dieser Zeit lebten die meisten Schwarzafrikaner im Becken des Senegalflusses.

### Ursachen der Flucht
Obwohl die arabischen Invasionen in Nordafrika fast ausschließlich der islamischen Eroberung zugeschrieben wurden, hatte die Verschlechterung der ökologischen Zustände in Arabien entscheidende Auswirkungen auf den Zeitpunkt und der Anzahl der Zuwanderer, die auf der Suche nach Weideland Arabien verließen. Die klimatische Ähnlichkeit Arabiens und Nordafrikas machte Nordafrika zum Idealziel der emigrierenden Völker. So wurden nach dem tragischen Einsturz des Staudammes von Marib nahe Sanaa im Jemen im Jahre 570 einige hundert arabische Stämme gezwungen, ihr Heimatland in Richtung Nord- und Ostafrika zu verlassen. Diese Migrationsbewegung ereignete sich 40 Jahre vor der Entstehung des Islams. Die Bedeutung ökologischer Veränderungen zeigt sich in den Emigrationsprozessen des 11. Jahrhunderts wieder, als eine schwere Dürre viele Araber veranlasste, ihre Heimat zu verlassen. Der bekanntesten der damals emigrierenden Stämme waren die ursprünglich aus dem Hedschas und Nadschd stammenden Banu Hilal, die drei Jahrhunderte zuvor in Nordafrika eingedrungen waren. Von dort erreichten sie im 14. Jahrhundert Nordmauretanien.

### Folgen der Einwanderung
Ibn Chaldūn berichtete, dass die Banu Hilal während ihres Eindringens in Nordafrika nach Westen gezogen seien und zerstört, gemordet und geraubt hätten.
Seit der arabischen Eroberung des „fernen Maghreb“ (Al-maghrib al-aqsa) im 8. Jahrhundert, erlebte Mauretanien eine langsame, aber kontinuierliche Zuwanderung von Arabern und einen allmählich zunehmenden arabischen Einflusses im Norden. Die wachsende Präsenz der Araber veranlasste die Berber, die es vorzogen, sich nicht mit anderen Gruppen zu vermischen, zum Ausweichen nach Süden, wo sie die einheimische schwarze Bevölkerung unterwarfen. Im 16. Jahrhundert wurde die Mehrzahl der Schwarzen bis zum Senegal-Fluss abgedrängt, eine Minderheit wurde versklavt und gezwungen, die Oasen zu bewirtschaften.

#### Die Arabisierung Mauretaniens
Nach dem Niedergang der Almoraviden begann die allmähliche Arabisierung Mauretaniens, die bis dahin von den Berbern unterbunden worden war.
Im 11. Jahrhundert drang eine Reihe arabisch-nomadischer Stämmen in die Sahara vor, was zu größeren Veränderungen in Nordafrika führen musste. Zwei große nomadische Völkerstämme, die Banu Hilal und die Banu Soulaïm, die sich im Nildelta niedergelassen hatten, sorgten durch ihre Streitigkeiten für Unruhe in Ägypten. Der Kalif der ägyptischen Fatimiden hatte sie daher bis nach Ifrīqiya (im heutigen Tunesien) verfolgt. Um der Verfolgung durch die Meriniden, einer marokkanischen Dynastie im 13. Jahrhundert, zu entfliehen oder vielleicht einfach um neue Weiden zu finden, verließ ein Teil von Ma'qil bestehend aus einer Gruppe Stämme, genannt Beni Hassan, nach und nach das Tal von Draa und wanderte nach Süden in Richtung der Westsahara. Dabei handelte es sich nicht um eine plötzliche Invasion, sondern eher um ein kontinuierliches Einsickern, das zwei oder drei Jahrhunderte andauerte.

#### Die Entstehung der heutigen Mauren
Die urjemenitischen Gruppen, die sich im Norden Mauretaniens niederließen, störten den Karawanenhandel, der sich nach Osten verlagerte, was zum allmählichen Niedergang der damaligen großen Handelsstädte Mauretaniens führte. Die Bani Hassan setzten ihre Migration nach Süden fort und beherrschten am Ende des 17. Jahrhunderts das ganze Land. Über 200 Jahre lang plünderten sie die Region und bekämpften die Berber, die durch die nördlichen Ausläufer der Reiche Mali (Songhai) und Tekrur streiften. Der letzte Versuch der Berber, der arabischen Herrschaft zu entgehen, war ein dreißig Jahre andauernder Krieg (Char-Bouba-Krieg 1644–74), angestiftet von Imam Nasir Eddine Lemtouni. Der Krieg zur Befreiung der Sanhadscha endete mit einem arabischen Sieg über die Berber, die sich den arabischen Gruppen unterordnen mussten. Aus der Vermischung dieser Volksgruppen entstand ein neues Volk arabischer Sprache, das historisch als „Mauren“ bekannt war und heute als Bidhan bezeichnet wird.
Die Mauren, ein ursprünglich aus arabischen, berberischen und schwarzafrikanischen Völkergruppen entstandenes Volk, waren Hirten und Nomaden, die in einem ausgedehnten Teil der Sahara, vom Draa-Fluss im Norden bis an die Ufer des Senegal und des Niger im Süden und von der Atlantikküste im Westen bis zu den al-Majabat, einer fast undurchdringlichen Dünenlandschaft in Ostmauretanien und Nordmali, lebten. Die Ethnogenese des maurischen Volkes gestaltete sich als komplexe Wechselwirkung zwischen Sanhadscha und Beni Hassan; sie dauerte mehrere hundert Jahre an und wurde durch die ständigen Veränderungen in der Region verlangsamt.
Im 15. und 16. Jahrhundert berichteten Reisende, dass die Sprache der Sanhadscha, das Zenaga, noch überaus weit verbreitet war.
Der Portugiese Gomes Eanes de Azurara zitierte im 15. Jahrhundert den Forschungsreisenden João Fernandes, der im Jahr 1445 zusammen mit Nomaden von der Küstenstadt Dakhla aus ins Hinterland der Sahara gereist war und bemerkt haben soll, dass die Nomaden zwar muslimischen Glaubens seien, sich aber in Schrift und Sprache von den übrigen Mauren unterschieden.

## Die Kolonialzeit (16. bis 20. Jahrhundert)

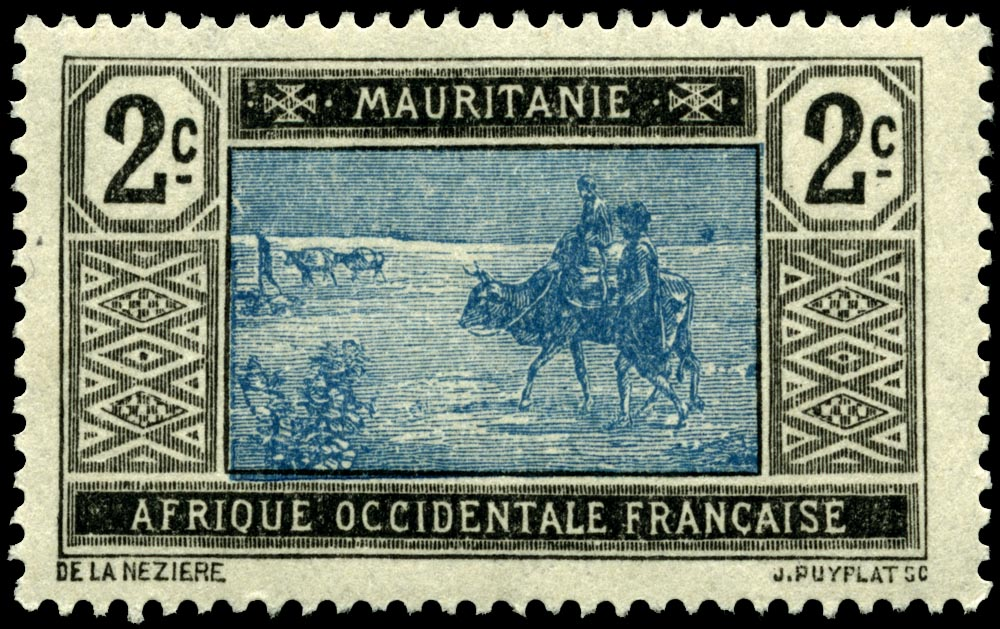
Briefmarke aus der französischen Kolonialzeit Mauretaniens

Die Europäer fingen erst in der zweiten Hälfte des 16. Jahrhunderts an, Interesse an Mauretanien zu zeigen, zuerst in Form von Entdeckungsreisen durch die Wüste. Französische Kaufleute in Saint Louis kauften von den Mauren im Süden Mauretaniens Gummi Arabicum auf. Im 19. Jahrhundert besetzten französische Streitkräfte die Regionen von Trarza und von Brakna, die sich ebenfalls im Süden Mauretaniens befinden. Anfang des 20. Jahrhunderts erkoren sich die französischen Streitkräfte unter Xavier Coppolani erneut Mauretanien als Eroberungsziel aus und versuchten mit aller Kraft, die arabischen Kriegsherren zu befrieden.
Aber im Gegensatz zu ihrer in Westafrika praktizierten kolonialen Herrschaftsweise verfolgten die Franzosen in Mauretanien eine Laissez-faire-Politik, indem sie sich die arabischen Herrschaftsstrukturen zunutze machten. Die damals eingerichteten Strukturen bestanden bis in die 1940er Jahre, genauer: bis nach dem Ende des Zweiten Weltkriegs. Während die allermeisten französischen Kolonien ihre Unabhängigkeit anstrebten, oder wenigstens eine entscheidende Reform, gab es in Mauretanien nur ein Minimum an politischer Aktivität. Frankreich hatte trotzdem Änderungen in die Praxis umgesetzt, die den Reformen entsprachen, die auch überall sonst im französischsprachigen Afrika verlangt und gewährt wurden.
Entsprechend der Loi Lamine Guèye von 1946 hatten alle Bürger bei Wahlen zum französischen Parlament und auch bei lokalen Wahlen ein Wahlrecht. Das passive Wahlrecht wurde in dem Gesetz nicht ausdrücklich erwähnt, war aber auch nicht ausgeschlossen. Bei den Wahlen zum Pariser Parlament gab es in Französisch-Westafrika, wozu Mauretanien gehörte, kein Zweiklassenwahlrecht wie in anderen französischen Kolonien, für alle örtlichen Wahlen jedoch schon. Am 23. Juni 1956, noch unter französischer Verwaltung, wurde die loi-cadre Defferre eingeführt, die das allgemeine Wahlrecht bestätigte. Die ersten Wahlen fanden 1957 statt.

## Die Unabhängigkeit
Trotz marokkanischer Ansprüche auf Mauretanien erhielt das Land am 28. November (Nationalfeiertag) 1960 seine Unabhängigkeit. Am 20. Mai 1961 wurde das Frauenwahlrecht in den nun unabhängigen Staat übernommen.
Bis 1958 gehörte Mauretanien noch zur Kolonie Französisch-Westafrika und wurde dann am 28. November 1958 zu einer autonomen Republik mit Namen Islamische Republik Mauretanien. Faktisch erlangte Mauretanien mit seinen rund 650.000 Einwohnern (1959) zunächst wie die meisten ehemaligen Kolonialgebiete eine innere Autonomie, während sich Frankreich weiterhin für die Bereiche Außenpolitik, Verteidigung und Bildung verantwortlich zeigte. Staatsoberhaupt blieb General Charles de Gaulle als Präsident der Französischen Gemeinschaft (Communauté française), erster Regierungschef wurde Mokhtar Ould Daddah.
Mauretanien gründete zusammen mit Dahomey (heute Benin), der Elfenbeinküste, Niger und Obervolta (heute Burkina Faso) eine Zollunion und war ab 1958 Mitglied der Französischen Gemeinschaft als Nachfolgerin der Union française. Die neue politische Freiheit kam allerdings höchstens einem Zehntel der Bevölkerung zugute, und selbst in diesem Bevölkerungsteil gab es Gruppierungen, die gegen die politische Unabhängigkeit der Kolonie waren. Einige Mauren mit starken Verbindungen zu Marokko plädierten für die Einheit mit dem nördlichen Nachbarland, während die Schwarzen im Süden sich der neuen Mali-Föderation anschließen wollten. Nur durch Kooptieren der traditionellen Führer mit vagen Versprechungen gelang es Mauretaniens politischem Führer Mokhtar Ould Daddah, die politische Einheit zu wahren. Die Regierungspartei Parti du Peuple Mauritanien (PPM) (arabisch: Hisb Chaeb, deutsch: Mauretanische Volkspartei) hielt in der gesetzgebenden Versammlung alle 34 Parlamentssitze. Die oppositionellen Parteien, darunter die Nadha Wataniya Mauretaniya wurden verboten. Am 18. November 1964 wurde die PPM zur Einheitspartei erklärt.
In den ersten Jahrzehnten der Unabhängigkeit blieb das Land politisch und kulturell zutiefst geteilt. Die „Schwarzen“ im Süden waren durch die Beherrschung der Politik durch die Mauren verstimmt. Die maurische Dominanz spiegelte sich unter anderem in der unverhältnismäßigen Vertretung der Mauren in der Bürokratie, im Offizierkorps der Armee und in der ungleichen Zuteilung der Entwicklungsfonds sowie der Erhebung des Arabischen zur Amtssprache wider. Der Islam wurde Staatsreligion.
Am 6. Juli 1965 erklärte die Regierung den Austritt des Landes aus der 1961 gegründeten Gemeinsamen Afrikanisch-Madagassischen Organisation (GAMO) (französisch: Organisation commune africaine at malgache, OCAM), dessen amtierender Präsident ebenfalls Mokhtar Ould Daddah war.
Mit studentischer Unterstützung protestierte die erste Gewerkschaft Mauretaniens, die Union de Travailleurs Mauritaniens (UTM) gegen eine Gehaltstabelle, nach der ein Teil der ausgebürgerten Europäer Gehälter bezog, die fast 1000 Mal höher lagen als die ihrer mauretanischen Kollegen.

## Der Westsaharakonflikt (1975 bis 1978)
Die seit etwa 1970 bestehenden Streitigkeiten der angrenzenden Länder um den Besitz der einstigen Überseeprovinz Spanisch-Sahara (Westsahara) führte 1975 zu einem gemeinsamen Vorgehen von Mauretanien und Marokko gegen die sahrauische Guerillabewegung Polisario. 1976 rief die Polisario die Demokratische Arabische Republik Sahara aus. Marokko erkannte diese jedoch nicht an und annektierte 1976 die nördlichen zwei Drittel des Westsahara-Gebietes, während Mauretanien das südliche Drittel beanspruchte. Für Mauretanien hatte dieser Krieg katastrophale wirtschaftliche Folgen, nicht zuletzt durch mehrere überraschende Angriffe der Polisario gegen die Hauptstadt Nouakchott und die Eisenerzproduktion in Zouérat. Dies führte schließlich 1978 zum Sturz Ould Daddahs und zum Verbot der Einheitspartei PPM. Im August 1979 gab Mauretanien alle Ansprüche auf das Westsahara-Territorium auf und Marokko annektierte auch das südliche Drittel der Westsahara. Bis heute müssen die Westsaharawis in Flüchtlingslagern leben und bis heute wird ihnen von Marokko Zugang zum eigenen Land verwehrt. In den darauffolgenden Jahren erlebte Mauretanien mehrere Umstürze und Regierungsumbildungen. Es regierten nacheinander die Obristen Mustafa Ould Salek (1978–1979), Mohamed Mahmoud Ould Louly (1979–1980) und Mohamed Khouna Ould Haidalla (1980–1984). Am 12. Dezember 1984 gelangte Oberst Maaouya Ould Sid’Ahmed Taya an die Macht. Anfang 1991 kündigte er eine demokratische Umgestaltung des Landes an. Gemäß einer im Juli 1991 verabschiedeten Verfassung fanden 1992 freie Parlaments- und Präsidentschaftswahlen statt, die allerdings von der Opposition angefochten wurden.

## Das Militär an der Macht (1978 bis 1984)
Wegen der hohen Kosten des Kriegs und der politischen Streitigkeiten in Mauretanien unternahm eine Offiziersgruppe am 10. Juli 1978 einen Putsch und ernannte Oberst Mustafa Ould Salek zum Vorsitzenden des neu gebildeten Militärkomitees für den Nationalen Wiederaufbau Comité Militaire de Redressement National (CMRN) und damit zum Staatschef, der ab dem 20. März 1979 über diktatorische Vollmachten verfügte. Bereits am 4. April 1979 wurde das CMRN in einer Palastrevolte aufgelöst und durch das Comité Militaire de Salut National (CMSN) mit dem nunmehr seiner Macht beraubten Salek als Vorsitzendem ersetzt. Neuer starker Mann wurde Lieutenant-Colonel Ahmed Ould Bouceif. Auch ihm gelang es nicht, Mauretanien aus dem Westsaharakonflikt herauszulösen. Am 27. Mai 1979 starb er bei einem Flugzeugabsturz nahe Dakar.
Am 31. Mai 1979 riss der Führer der Streitkräfte, Mohamed Khouna Ould Haidalla, die Macht an sich, zum neuen Vorsitzenden des CMSN wurde Mohamed Mahmoud Ould Louly ernannt. Neuer Ministerpräsident wurde Mohamed Khouna Ould Haidalla. Am 4. Januar 1980 übernahm dieser auch den CMSN-Vorsitz und damit das Amt des Staatsoberhauptes. Bereits im August 1979 hatte er einen Waffenstillstand mit der Polisario-Regierung der Westsahara unterzeichnet, die mauretanischen Truppen zurückgezogen und die Neutralität Mauretaniens im Westsaharakonflikt zugesichert, später stimmte seine Regierung auch der diplomatischen Anerkennung der Westsahara zu.
Das von den Mauretaniern geräumte Gebiet der Westsahara (bis auf die Westküste der Kap Blanc Halbinsel mit der von den Bewohnern verlassenen Kleinstadt Lagouira) wurde umgehend von marokkanischen Truppen besetzt.

## Taya-Regime (1984 bis 2005)
Als Antwort auf die fortschreitende Korruption des Haidalla-Regimes und auf eine scheinbar unwillkommene merkliche Neigung desselben für die RASD/Westsahara, unternahm Oberst Maaouiya Ould Sid Ahmed Taya am 12. Dezember 1984 einen erfolgreichen Putschversuch. Die sich für reformistisch erklärende Regierung Tayas konnte es kaum abwarten, demokratische Institutionen zu gründen, um von ihrer Unfähigkeit abzulenken, entscheidende wirtschaftliche und politische Reformen zu unternehmen sowie die ethnischen Konflikte zu dämpfen.
Taya versprach, Kommunalwahlen in den 13 Regionshauptstädten zu organisieren (was er im Dezember 1987 einlöste), die politischen Gefangenen zu entlassen, die Zivilrechte zu bestätigen und die Korruption zu beenden. Eine zweite Runde der Wahlen fand im Dezember 1987 und Januar 1988 statt, dieses Mal, um 500 Ratsmitglieder im ganzen Land zu wählen. Taya schaffte es bis zu seinem Sturz nicht, die ethnischen Spannungen zu lindern, die ein Hauptgrund für die mangelhafte Entwicklung des Landes sind.

## „Militärrat für Gerechtigkeit und Demokratie (CMJD)“
Aufgrund der dauerhaften Stagnation und der unterbliebenen Reformen kam es immer wieder zu Putschversuchen gegen Taya, die schließlich am 3. August 2005 Erfolg hatten. Am 3. August 2005 besetzte eine Gruppe von Offizieren, die sich Militärrat für Gerechtigkeit und Demokratie (Conseil Militaire pour la Justice et la Démocratie, CMJD) nennt, das Armee-Hauptquartier, den Sitz des staatlichen Hörfunks und des Fernsehens sowie die Ministerien und den Präsidentenpalast in Nouakchott und erklärte Präsident Taya für abgesetzt. Die Putschisten hatten einen Auslandsaufenthalt Tayas anlässlich des Begräbnisses von König Fahd in Saudi-Arabien genutzt; Taya ist nicht nach Mauretanien zurückgekehrt, sondern hat nach Zwischenaufenthalten in Niger (wo er von Präsident Mamadou Tandja empfangen wurde) und Gambia Aufnahme in Katar gefunden. Die Afrikanische Union (AU) verurteilte den Staatsstreich. Die Putschisten bestimmten den langjährigen bisherigen Polizei- und Geheimdienstchef, Oberst Ely Ould Mohammed Vall zum neuen Führer des Landes. Die neue Militärregierung kündigte an, innerhalb von zwei Jahren demokratische Verhältnisse in Mauretanien einzuführen. Oberst Vall wurde zum Vorsitzenden des 17-köpfigen Militärrates, und damit zum Staats- und Regierungschef ernannt. Am 5. August wurde Mauretanien „bis zur Wiederherstellung der verfassungsmäßigen Ordnung“ vorübergehend aus der AU ausgeschlossen.

## Demokratisierung und zivile Regierung unter Abdallahi
Der Militärrat begann 2006 mit der schrittweisen Wiedereinführung der Demokratie. Bei einem Verfassungsreferendum im Juni 2006 war von der Bevölkerung eine neue demokratischere Verfassung gebilligt worden. Die erste Runde der Parlamentswahlen fand am 19. November 2006 bei einer Wahlbeteiligung von 69,5 Prozent, die zweite Runde am 3. Dezember 2006 statt. Die Mitglieder der Militärregierung hatten im Vorfeld der Wahlen versprochen, selbst nicht für öffentliche Ämter zu kandidieren. Fast die Hälfte der Sitze wurde von unabhängigen Kandidaten gewonnen, darunter viele Mitglieder der früheren Regierungspartei, die nicht mit dem gestürzten Regime in Verbindung gebracht werden wollten, sowie Islamisten, deren Parteien verboten worden waren. Opposition und zivilgesellschaftliche Gruppen hatten der Militärregierung im Vorfeld der Wahlen vorgeworfen, die etablierten Parteien zu schwächen und unabhängige Kandidaturen zu fördern, um auf diese Weise einen größeren Einfluss auf den politischen Prozess zu bewahren. Wahlbeobachter bezeichneten die Wahlen als frei und fair. Am 21. Januar und am 4. Februar 2007 wurde der Senat in indirekten Wahlen durch 3.688 Lokalräte bestimmt.
Bei den Präsidentschaftswahlen am 11. März 2007 konnte keiner der 20 Kandidaten die notwendige absolute Mehrheit erreichen. Der als Kandidat der Militärregierung geltende frühere Finanzminister Sidi Mohamed Ould Cheikh Abdallahi, der 15 Jahre im Ausland gelebt hatte, erreichte bei einer Wahlbeteiligung von 70,2 Prozent mit 24,8 Prozent der abgegebenen Stimmen das beste Ergebnis, knapp vor dem Kandidaten der oppositionellen CFCD, Ahmed Ould Daddah, mit 20,7 Prozent. Daddah ist ein Halbbruder des ersten Präsidenten Mauretaniens nach der Unabhängigkeit, Mokhtar Ould Daddah. Seit 2000 hatte sich Daddah zum wichtigsten Gegner des gestürzten Präsidenten Taya entwickelt und war mehrfach inhaftiert worden. Drittstärkster Kandidat wurde der frühere Zentralbankchef Zeine Ould Zeidane. Während die beiden Kandidaten der schwarzafrikanischen Minderheit mit acht bis knapp zehn Prozent erstaunlich gut abschnitten, blieben die beiden Kandidaten des islamistischen Lagers mit knapp zwei bis knapp acht Prozent deutlich hinter den Erwartungen zurück. Die Stichwahl am 25. März 2007 endete bei einer Wahlbeteiligung von 67,4 Prozent mit dem Sieg Abdallahis, der auf 52,9 Prozent der Stimmen kam, nachdem Zeidane und weitere Kandidaten ihren Anhängern seine Wahl empfohlen hatten. Daddah erkannte seine Niederlage an. Am 19. April berief Abdallahi Zeidane zum neuen Ministerpräsidenten.

## Militärputsch des Staatsrates unter Aziz
Am 6. August 2008 kam es zu einem neuen Militärputsch gegen den Präsidenten und den Regierungschef des nordwestafrikanischen Landes. Militärs hatten beide Politiker in der Hauptstadt Nouakchott in ihre Gewalt gebracht. Zuerst informierte das französische Außenamt, dass eine Gruppe mauretanischer Generäle den Regierungschef, Yahya Ould Ahmed El Waghef, festgesetzt hat. Augenzeugen berichteten gegenüber ausländischen Pressevertretern von Truppenbewegungen in Nouakchott. Demnach stellten die Radio- und Fernsehsender ihre Sendungen ein. Die früheren Angehörigen der Präsidentengarde, unter ihrem Anführer General Mohamed Ould Abdel Aziz bezeichneten sich als „Staatsrat“, der insgesamt elf Angehörige der Armee umfasst. Zuvor forderten erst 69 der 95 Abgeordneten im Parlament den Rücktritt des Präsidenten Abdallahi.

## Demokratische Wahlen ab 2009
2009 fand eine Präsidentschaftswahl statt, die Mohamed Ould Abdel Aziz klar gewann. 2014 wurde er wiedergewählt; zahlreiche Oppositionspolitiker hatten die Wahl aber boykottiert. 2018 fand die bisher letzte Parlamentswahl statt. 2019 konnte Abdel Aziz nach zwei Amtszeiten als gewählter Präsident laut Verfassung nicht mehr kandidieren. Bei der Präsidentschaftswahl 2019 traten sechs Kandidaten an, gewählt wurde Mohamed Ould Ghazouani, ein Gefolgsmann des vorherigen Präsidenten.
In den 2000er-Jahren sah sich Mauretanien mit einer zunehmenden Bedrohung durch islamistische Gruppen konfrontiert. Insbesondere Al-Qaida im Islamischen Maghreb (AQIM) intensivierte ab 2007 seine Aktivitäten und verübte mehrere Angriffe. Beispielsweise wurden 2008 in Touraine zwölf mauretanische Soldaten getötet. Diese Bedrohungen führten zu umfangreichen Militärreformen unter General Mohamed Ould Abdel Aziz, der 2008 durch einen Putsch an die Macht kam. Er führte auch Digitalisierungsprogramme ein und bot begrenzte Amnestien für verurteilte Terroristen an.
Mauretanien gilt seit 2011 als relativ sicher (Stand: September 2024), vor allem aufgrund der Maßnahmen gegen Terrorismus. Im Gegensatz zu den Nachbarländern in der Sahelzone, die zunehmend im Chaos versinken, hat Mauretanien seinen Kampf gegen den Terror erfolgreich geführt. Die Méharistes, eine Dromedar-Einheit der Nationalgarde, spielen dabei eine entscheidende Rolle. Mit rund 300 Mitgliedern patrouillieren sie auf Dromedaren an der Grenze zu Mali und bringen den Staat in die entlegensten Wüstendörfer. Die Soldaten rekrutieren sich ausschließlich aus Nomaden, die die Wüste und die Dromedare kennen und so auf Augenhöhe mit der Bevölkerung agieren können. Neben der Sicherheit kümmern sich die Méharistes auch um die medizinische Versorgung der Menschen in den Dörfern. Oft sind Ärzte viele Tagesmärsche entfernt, sodass die Soldaten mit ihren Medikamentenvorräten eine wichtige Anlaufstelle sind. Zudem vermitteln sie zwischen den Dorfbewohnern und den Behörden in den Städten. Durch die Präsenz der Méharistes und den Dialog mit den Fundamentalisten konnte Mauretanien die Ausbreitung des Terrors verhindern. Während in Mali, Burkina Faso und Niger große Gebiete unter Kontrolle von al-Qaida und dem IS geraten sind, blieb Mauretanien weitestgehend verschont. Die EU unterstützt die Méharistes, indem sie rund 250 Dromedare finanziert und Kasernen baut.